# Ceratoconus dissitus
Ceratoconus dissitus är en tvåvingeart som beskrevs av Borgmeier 1928. Ceratoconus dissitus ingår i släktet Ceratoconus och familjen puckelflugor. Inga underarter finns listade i Catalogue of Life.